# Massimo Della Valle
Massimo Della Valle (Bari, 22 ottobre 1957) è un astrofisico italiano.

## Biografia
Dopo aver frequentato il Liceo Scientifico Calini di Brescia, si è laureato in Astronomia presso l'Università degli Studi di Padova, sotto la guida di Leonida Rosino. Ha poi iniziato il dottorato di ricerca in URSS, presso l'Osservatorio di Byurakan in Armenia, completato nel 1988. Ha lavorato alla SISSA di Trieste (1989), all'European Southern Observatory (ESO) in Cile (1990-1994) e a Monaco di Baviera (2007-2008). È stato visiting scientist all'Hubble Space Telescope Institute di Baltimora (1995-2000) e al KAVLI Institute di Santa Barbara (2005-2006). In Italia è diventato ricercatore presso il Dipartimento di Astronomia dell'Università degli Studi di Padova, successivamente Astronomo Associato presso l'Osservatorio Astrofisico di Arcetri. Dal 2008 è Dirigente di Ricerca dell'Istituto Nazionale di Astrofisica (INAF). Nel 2010 è stato nominato direttore dell'Osservatorio Astronomico di Capodimonte, INAF-Napoli (2010-2017).
È autore di circa seicento articoli scientifici e si occupa di divulgazione scientifica con scritti apparsi sulle principali riviste di divulgazione scientifica, quotidiani nazionali e qualche libro. È socio della Società Astronomica Italiana, dell'Unione Astronomica Internazionale e dell'Ateneo di Scienze, Lettere e Arti di Brescia. Cavaliere della Repubblica nel 2013, nel 2018 è stato insignito dall'Università degli studi di Brescia del premio Brescia per la Ricerca Scientifica. L'Unione Astronomica Internazionale gli ha dedicato l'asteroide 325455.
Nel 2022 è stato nominato socio corrispondente dell'Accademia dei Lincei.

## Principali ricerche
I suoi interessi scientifici sono rivolti allo studio osservativo dei fenomeni astrofisici di alta energia, come novae, supernovae, lampi gamma, controparti elettromagnetiche di sorgenti di onde gravitazionali (kilonovae) e al loro uso come indicatori di distanza e misuratori di parametri cosmologici. Come membro del Supernova Cosmology Project è stato uno dei primi collaboratori di Saul Perlmutter, premio Nobel per la Fisica nel 2011, per la scoperta dell’espansione accelerata dell’Universo. Nel 2020, in collaborazione con Fabrizio Tamburini e Bo Thidé, ha misurato lo spin del buco nero supermassiccio nel nucleo della galassia M87.